# 電話皇后
〈電話皇后〉（英語：Phony Queen）是臺灣歌手蔡依林的歌曲，收錄於其第13張原創錄音室專輯《呸》。該歌曲由黃偉文作詞、Dominik Rothert、Jason Worthy、Jessica Jean Pfeiffer及Alexander Krause作曲、小安製作。該歌曲為網路遊戲《唯舞獨尊DX》主題曲，於2014年9月29日由華納音樂和天熹娛樂以單曲形式發行。

## 背景
2013年4月13日，蔡依林結束第三輪巡演「Myself世界巡迴演唱會」，並透露開始籌備新專輯。同年7月25日，她前往英國倫敦，開始為期一個月的音樂、舞蹈和表演課程。同年11月22日，蔡依林表示新專輯仍處於收歌階段，進展緩慢。2014年1月29日，媒體報導蔡依林將全權主導新專輯製作，並可能有跨國合作，製作成本超過新臺幣五千萬元。同年4月4日，媒體稱新專輯預計暑期發行，並可能收錄蔡依林參與創作的作品。同年9月5日，蔡依林透露新專輯已接近完成，預計年底發行。

## 創作
〈電話皇后〉以浩室舞曲為基調，歌詞透過反諷手法描寫現代人對電話的過度依賴。作詞人黃偉文指出，現代人最親近的未必是愛侶，反而是時刻不離身的手機，日常生活如問路、工作和用餐選擇皆依賴手機完成。

## 音樂影片
2014年9月29日，蔡依林發布〈電話皇后〉MV，由張時霖執導，製作費超過新臺幣六百萬元。蔡依林在MV中首次挑戰戲劇演出，張時霖表示，原本擔心她無法勝任喜劇角色，但蔡依林表現出色，不輸專業喜劇演員。

## 評價
Freshmusic音樂雜誌評價〈電話皇后〉「將荒謬推向極致，描繪沉迷通訊時代的戀愛，主角與聽眾難以分辨是在與人還是3C產品交往」。騰訊娛樂樂評人蘼迷貓認為該曲為模式化的浩室舞曲，黃偉文在歌詞表現上表現差強人意。PlayMusic音樂網樂評人Danial Chang指出，〈電話皇后〉作為專輯中唯一較偏商業風格的單曲，歌迷評價兩極。其前奏電子節拍繽紛，詞曲直接描寫生活中App對話狀態，以直白歌詞諷刺現代人對電話的依賴，副歌詼諧地表達對電話的告白，成功反映問題並引發思考。PlayMusic樂評人賈旭則表示，除了歌詞外，曲調、編曲和製作皆令人喜愛，稱歌詞風格老派，對作為先發單曲感到意外，但整體製作完美且逗趣。

## 獎項
2015年11月6日，該歌曲獲得第15屆全球華語歌曲排行榜年度二十大金曲。

## 現場表演

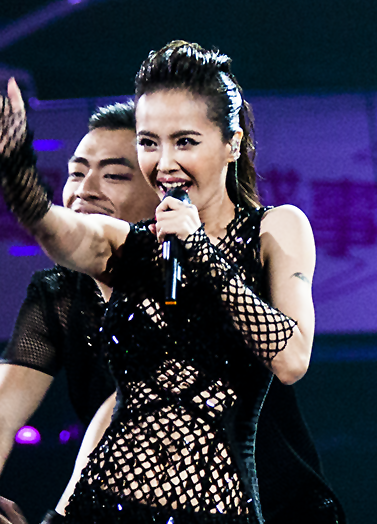
2015年5月31日，蔡依林在「2015年Hito流行音樂獎頒獎典禮」演唱〈電話皇后〉。

2015年2月12日，蔡依林參加中國中央電視台綜藝節目《網絡春晚》，演唱〈電話皇后〉。同年5月31日，她在「2015年Hito流行音樂獎頒獎典禮」演唱該歌曲。

## 幕後人員
- 黃晟峰—製作助理、錄音師
- 小安—和聲編寫、和聲
- 蔡依林—和聲
- 強力錄音室—錄音室
- Jaycen Joshua（英语：Jaycen Joshua）—混音師
- Ryan Kaul—混音助理
- Maddox Chimm—混音助理
- Larrabee Sound Studios（英语：Larrabee Sound Studios）—混音室

## 發行歷史
| 地區 | 日期          | 格式                       | 經銷商   |
| ---- | ------------- | -------------------------- | -------- |
| 全球 | 2014年9月29日 | 數位下載 串流媒體 電台播放 | 天熹娛樂 |

## 外部連結
- YouTube上的〈電話皇后〉（MV幕後花絮）